# Walesi labdarúgó-szövetség
A Walesi labdarúgó-szövetség (walesi nyelven: Cymdeithas Bêl-droed Cymru) Wales nemzeti labdarúgó-szövetsége. 1876-ban alapították. A szövetség szervezi a Walesi labdarúgó-bajnokságot, valamint a Walesi kupát. Működteti a Walesi labdarúgó-válogatottat, valamint a Walesi női labdarúgó-válogatottat. Székhelye Cardiffban található.

## Történelme
1876 alapították, az egyik legrégebbi sportszervezet..
A Nemzetközi Labdarúgó-szövetségnek (FIFA) 1910-től tagja.  Az angol földrész labdarúgó-szövetségei féltve a labdarúgás hagyományainak megváltoztatásától több alkalommal belépett illetve kilépett a nemzetközi szervezetből. Az első tagság 1910-től 1920-ig tartott, a második 1924-től 1928-ig, majd a második világháborút követően 1946-tól folyamatossá vált a tagság. 1954-ben alapító tagja az Európai Labdarúgó-szövetségnek (UEFA). Fő feladata a nemzetközi kapcsolatokon kívül, a  Walesi labdarúgó-válogatott férfi és női ágának, a korosztályos válogatottak illetve a nemzeti bajnokság szervezése, irányítása. A működést biztosító bizottságai közül a Játékvezető Bizottság (JB) felelős a játékvezetők utánpótlásáért, elméleti (teszt) és cooper (fizikai) képzéséért.